# Godfrey Collins
Godfrey Pattison Collins, (26 juin 1875 - 13 octobre 1936) est un homme politique du Parti libéral écossais (et plus tard du Parti libéral national).

## Biographie
Il entre dans la Royal Navy en 1888 et est aspirant de marine, East Indian Station de 1890 à 1893. Il est élu député libéral de Greenock en 1910 et siège dans la circonscription jusqu'à sa mort (à partir de 1931 en tant que libéral national).
Il a été Secrétaire parlementaire privé de JB Seely, secrétaire d'État à la Guerre de 1910 à 1914, et de JW Gulland, whip en chef libéral de 1915. Il sert en Égypte, à Gallipoli et en Mésopotamie de 1915 à 1917 et est nommé lieutenant-colonel en septembre 1916. Il est junior Lords du Trésor de 1919 à 1920 et whip en chef libéral de novembre 1924 à 1926. De 1932 à 1936, il est secrétaire d'État pour l'Écosse.
En tant que Secrétaire d'État pour l'Écosse il est responsable de plus de trente projets de loi affectant l'Écosse, principalement: un plan pour la création de petites exploitations, le Herring Industry Act de 1935 (établissant le Herring Industry Board), le Illegal Trawling (Scotland) Act, l'Education (Écosse) Bill de 1936, qui cherchait à porter l'âge de fin de scolarité à 15 ans à partir de 1939, et la loi sur le logement (Écosse) de 1935, qui fixait une norme légale de surpeuplement et cherchait à effectuer des dégagements de bidonvilles généralisés et la construction de logements pour les bas salaires.
Il est nommé chevalier de l'Ordre de Saint-Michel et Saint-Georges en 1917, chevalier de l'Ordre de l'Empire britannique en 1919 et conseiller privé en 1932.